# UV打印機
UV打印機又叫平板数字打印机、平板打印机或平板UV打印机，是一种能將文字和圖案打印在諸如亚克力、玻璃、陶瓷、金属、木材、皮革、相纸、胶片、布料、塑料等各種各樣材料上的打印机。UV打印機能減少废墨粉的滋生和減少室内空气污染。 